# Base d'aéronautique navale de Nîmes-Garons
La base d'aéronautique navale de Nîmes-Garons est une ancienne base d'aéronautique navale (BAN) de la Marine nationale française, située sur l'aéroport de Nîmes–Garons, près de la ville de Nîmes (Gard) à quelques dizaines de kilomètres des côtes de la mer Méditerranée. 
Fondée en 1961, elle était l'une des principales bases de l'Aviation navale française jusqu'à sa fermeture le 1er juillet 2011. 
Elle a laissé la place à une base de Défense (BdD) accueillant le 503e régiment du train ainsi que les bombardiers d'eau de la Sécurité civile, l'aérodrome étant désormais affecté à titre principal à l'aviation civile pour les besoins du transport aérien et à titre secondaire au ministère de l'intérieur pour la sécurité civile.

## Histoire

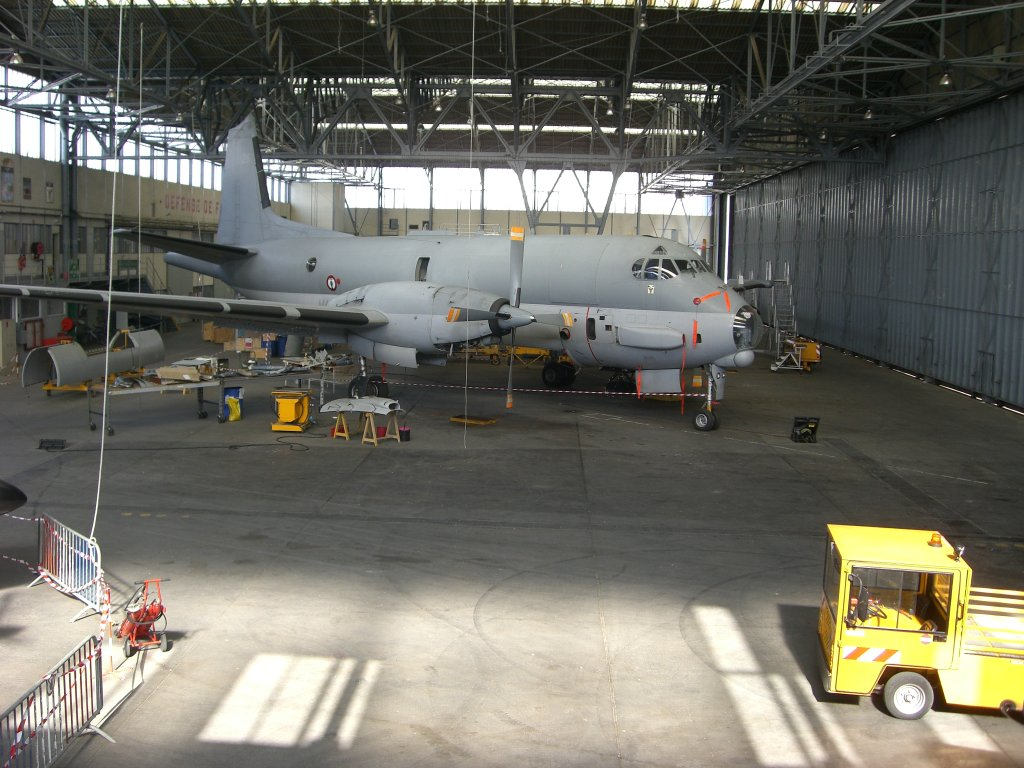
L'Atlantique 2 no 26 (M 26) en maintenance dans le hangar H1 de la BAN Nîmes-Garons.

En avril et mai 1939, l'État fait l'acquisition des terrains nécessaires à l'établissement d'un aérodrome. L'emprise se constitue de 192 hectares du domaine de la Scieure, en bordure du territoire de Garons à neuf kilomètres du sud de Nîmes. L'aérodrome est initialement destiné à l'Armée de l'air. Les expropriations ont lieu ; l'armistice immobilise les projets, en 1940.
Ce sont les Allemands qui réalisent la première piste, ainsi que les installations aéroportuaires. En juin 1945, le terrain est autorisé pour l'aviation légère ; le Ministère des transports envisage la création d'une plateforme civile.
Le 6 février 1947, le terrain est ouvert à la circulation aérienne civile. 
Le 9 août 1957, la création d'un aérodrome militaire aux normes de l'OTAN est décidée. En 1958, la Base d'aéronautique navale s'installe. La Marine prend en charge le contrôle aérien et l'entretien du site. Cette même année, la flottille 6F (Breguet BR 1050 Alizé) est affectée à la BAN.
- 24 octobre 1961 : inauguration de la BAN[6]
- 23 novembre 1962 : arrêté d'ouverture du terrain à la circulation aérienne publique, l'aérodrome est classé B[7]
- 1962 : installation des flottilles 21F et 22F (Lockheed P2V Neptune)
- 1964 : arrivée de l'école du personnel volant (EPV/56S) (Douglas C47, Beech SNJ )
- 1965 : premier Breguet Atlantic (ATL1) à la 21F
- 1993 : arrivée du premier Atlantique (ATL2) à la 21F
- 1996 : dissolution de la flottille 22F
- 1997 : création du Centre d'entraînement et d'instruction (CEI NIMES-GARONS)
- 2000 : dissolution de la flottille 6F
- 2002 : dissolution de l'escadrille 56S, arrivée de la flottille 28F (Nord 262E,  Embraer Xingu)
- 2008 : création du Centre d'expertise de patrouille, de surveillance et d'intervention maritime (CENTEX PATSIMAR)
- 2010 : déménagement des unités stationnées.

La flottille 28F, le CENTEX PATSIMAR ainsi que trois des huit équipages de la Flottille 21F sont transférés à l'été 2010 sur la BAN Lann-Bihoué où elle retrouve une structure équivalente à sa flottille sœur, la 23F. Un détachement de Xingu de la 28F est créé sur la BAN Hyères.
- 8 juin 2011 : modification de la destination du terrain, affecté à titre principal au transport aérien et à titre secondaire, à la sécurité civile. À cette date, l'emprise totalise 240 hectares, principalement sur le territoire de la commune de Saint-Gilles[7]
- 1er juillet 2011 : dissolution de la base aéronautique navale et affectation de l'aérodrome au ministère des transports. Le 503e régiment du train occupe une partie du site.

Le site accueille à partir de 2017 les bombardiers d'eau de la Sécurité civile, auparavant basés à Marignane.

## Missions
- Mise en œuvre opérationnelle et technique
- Maintien d'une posture opérationnelle :
  - Assurer les alertes en coordination avec la BAN Lann-Bihoué
- Soutien technique, administratif et logistique des unités affectées
- Accueil des renforts du groupe aérien embarqué (GAE) ou de patrouille maritime (PATMAR)
- Autres missions :
  - Contrôle aérien de l’activité aéronautique civile
  - Support administratif des unités rattachées
  - Point d’entrée/sortie des F.C.E.
  - Maintien de capacités d’accueil de passagers.

La piste était équipée, au Nord et au Sud, de brins d'arrêt pour les appontages simulés sur piste (ASSP). Ceux-ci sont transférés à la base aérienne d'Istres.

## Personnels
- 1 460 personnes :
  - 11 240 militaires
  - 7 chefs de corps
  - 125 officiers
  - 800 majors et officiers mariniers
  - 220 quartiers-maîtres et matelots
  - 90 élèves et stagiaires
  - 220 membres du personnel civil de la Défense

## Les unités stationnées
- Flottille 6F (1961-septembre 2000)
- Flottille 28F (septembre 1962-avril 1963)
- Flottille 21F (décembre 1963-juin 2011)
- Flottille 22F (merci à l'utilisateur qui pourra renseigner les dates d'installation et de dissolution)
- École du Personnel Volant (depuis sa séparation de l'Escadrille 56S en septembre 2002-juin 2011)
- Flottille 28F (décembre 2002-juin 2010)
- Centex Patsimar (septembre 2008-juin 2011)
- 503e régiment du train (depuis juillet 2011)

### Flottille 21F
- Avions utilisés : Atlantique 2
- Missions de défense :
  - lutte anti-sous-marine et lutte au-dessus de la surface
  - sûreté de zone et recherche de renseignement
  - déploiements extérieurs
- Missions de service public :
  - missions de recherche et de sauvetage en mer.
  - surveillance du centre spatial de Guyane
  - répression du trafic de drogue.

### Flottille 28F
- Avions utilisés : Xingu
- Missions :
  - surveillance des zones d'intérêt économique en métropole ;
  - contribution à la sûreté des approches maritimes sur la façade Méditerranée par la recherche de renseignements
  - participation à la recherche et au sauvetage dans le cadre des missions de service public et des accords internationaux
  - soutien aérien de la région Méditerranée

### L’école du personnel volant (EPV)
- Formation :
  - pilotes de multimoteurs (navalisation)
  - personnel volant non pilote (radaristes, radios, acousticiens anti sous-marins, multi senseurs hélico)
  - contrôleurs aériens
  - contrôleurs d'opérations aériennes

### Centre d'Analyse et d'Instruction de l'aviation navale (CAI ALAVIA)
- Missions :
  - instruction des équipages et des spécialistes de l'environnement opérationnel de l'avion de patrouille maritime Atlantique
  - études dans le domaine de la guerre acoustique, de la guerre électronique ou de l'emploi des capteurs de l'Atlantique
  - analyse des signaux électromagnétiques enregistrés par les aéronefs de l'aéronautique navale

### Centre d'entraînement et d'instruction (CEI)
- Créé le 1er septembre 1997, le CEI NIMES-GARONS reprend les missions du service Instruction de la BAN et du DIE des équipages abinitio de la 21F.

- Missions :
  - organisation de l'instruction et de l'entraînement au sol (moyens synthétiques) et en vol (ab-initio) du personnel volant de la base et des formations.
- Organisation
  - section ab-initio
  - section simulateur tactique
  - section simulateur de pilotage

### Détachement de marins pompiers
- Moyens d'interventions :
  - 1 VLPC : Véhicule Léger Poste de Commandement (code radio : "VLPC")
  - 2 VIM : Véhicule d'Intervention Mouse (codes radio : "Cévènes" et "Roussillon")
  - 1 VIP
  - 1 VPI
  - 1 CCIL
  - 1 CCF
  - 1 FPT

Nîmes-Garons est en classe incendie 6.

### Compagnie de fusiliers marins
- Missions :
  - assurer la protection de la base d'aéronautique navale contre toute atteinte aux personnes et aux biens qui s'y trouvent
- Moyens :
  - 46 hommes et femmes
  - un groupe cynophile de 11 chiens
  - systèmes de surveillance (caméras, alarmes...) et armement (FAMAS, PSA et FAP)
  - éléments d'interventions.

## Le site de l'ex-BAN de Nîmes-Garons en 2019
La Base de Défense (BDD) accueille le 503e régiment du train de l'Armée de terre. Le Régiment de camargue venait d'Ollainville, camps militaires proches de Linas et de Montlhéry. Son quartier est dénommé El Parras.
Les bombardiers d'eau de la Sécurité civile y sont actifs depuis 2016. Le Groupement Aérien ARmé (GAAR) déploie 23 avions.